# MxPx (álbum)
MxPx es el décimo tercer álbum de estudio del grupo estadounidense de punk rock MxPx. Fue lanzado el 25 de julio de 2018 por MxPx Global Enterprises LLC, propio sello de la banda, y contiene 11 pistas.
La banda usó el sitio web de financiación colectiva Kickstarter para la realización del álbum, superando su meta de $50 000 en más de $200 000. Un mes antes del lanzamiento del álbum, MxPx lanzó un video musical de «Let's Ride». También se lanzó una edición de lujo del disco, que contiene la lista de canciones original junto con cuatro canciones adicionales y versiones acústicas de cinco de las canciones originales.
«Let's Ride» se incluyó en el videojuego de 2020 Tony Hawk's Pro Skater 1 + 2.

## Antecedentes
Mike Herrera, vocalista de la banda, tuiteó el 29 de marzo de 2018 que MxPx estaba trabajando en su décimo álbum. Ese mismo día se lanzó una campaña en Kickstarter. Para pagar el álbum, vendieron productos exclusivos a los fanáticos a través de dicha plataforma. Según la campaña de Kickstarter de la banda, el récord fue un esfuerzo autoeditado con una meta de $50,000. Con los fondos recaudados, la mayor parte del dinero se destinó a preparación y marketing. Los costos se dispusieron para contratar a un ingeniero para grabar y mezclar el disco con planes de lanzar el disco en todo el mundo, no solo en América del Norte. El período de financiamiento fue del 29 de marzo al 4 de mayo de 2018 y la campaña concluyó con un total de $273,349 y 4,030 donantes.
La banda transmitió y tocó el álbum en vivo el día antes del lanzamiento oficial. Inmediatamente después de la presentación en vivo, quienes contribuyeron con la campaña recibieron una descarga del álbum.
Cuando la gira se detuvo debido a la Pandemia de COVID-19, se lanzó una edición de lujo el 14 de abril de 2020, que contiene el álbum original completo de 11 canciones, 4 bonus tracks y 5 versiones acústicas.

## Lista de canciones
Todas las canciones compuestas por MxPx y escritas por Mike Herrera.

| CD    |                     |          |  |
| N.º   | Título              | Duración |  |
| 1.    | «Rolling Strong»    | 2:20     |  |
| 2.    | «All Of It»         | 2:14     |  |
| 3.    | «Friday Tonight»    | 3:28     |  |
| 4.    | «Let's Ride»        | 3:25     |  |
| 5.    | «Uptown Streets»    | 3:11     |  |
| 6.    | «20/20 Hindsight»   | 2:24     |  |
| 7.    | «The Way We Do»     | 2:44     |  |
| 8.    | «Life Goals»        | 2:23     |  |
| 9.    | «Pipe Dreams»       | 2:41     |  |
| 10.   | «Disaster»          | 2:22     |  |
| 11.   | «Moments Like This» | 3:03     |  |
| 30:09 |                     |          |  |

## Créditos
- Mike Herrera – bajo, voz
- Tom Wisniewski – guitarra, voz, coros
- Yuri Ruley – batería, percusión, coros

## Historial de lanzamiento
| País   | Fecha               | Formato             | Sello                       |
| ------ | ------------------- | ------------------- | --------------------------- |
| Varios | 25 de julio de 2018 | CD                  | MxPx Global Enterprises LLC |
| Varios | 14 de abril de 2020 | CD (deluxe version) | MxPx Global Enterprises LLC |